# سوسومو کاتسوماتا
سوسومو کاتسوماتا (ژاپنی: 勝俣 進؛ زادهٔ ۱۷ فوریهٔ ۱۹۵۶) یک بازیکن فوتبال اهل ژاپن است.
سوسومو کاتسوماتا در تیم‌هایی همچون باشگاه فوتبال ونتفورت کوفو مربی‌گری کرده‌است.